# Espace pointé
En topologie, un espace pointé est un espace topologique dont on spécifie un point particulier comme étant le point de base. Formellement, il s'agit donc d'un couple (E, x) pour lequel x est un élément de E.
Une application pointée entre deux espaces pointés est une application continue préservant les points de base.

## Théorie des catégories
Les espaces pointés sont les objets d'une catégorie, notée parfois Top{\displaystyle \bullet }, dont les morphismes sont les applications pointées.
Cette catégorie admet le point comme objet nul. Le produit cartésien et le bouquet constituent respectivement le produit et le coproduit. Plus précisément, le produit (catégorique) des espaces pointés (X, x) et (Y, y) est l'espace X × Y doté du point de base (x, y).
Un espace (X, x) est dit « bien ponctué » si l'inclusion de {x} dans X est une cofibration.

Le produit smash apparaît dans la loi exponentielle pour les espaces pointés. Si X, Y et Z sont des espaces pointés et X satisfait certaines conditions (par exemple s'il est localement compact), alors on a la relation suivante :
Il existe un foncteur d'oubli vers la catégorie des espaces topologiques, muni d'un foncteur adjoint à gauche consistant à munir chaque espace d'un point de base disjoint isolé.